# Gustaf Thulin
Per Gustaf Thulin, född 14 augusti 1876 i Stockholm, död där 25 december 1961, var en svensk skeppsklarerare och skeppsredare.
Gustaf Thulin var son till skeppsklareraren Carl Gustav Thulin och Helena Kristina Gistrén. Efter mogenhetsexamen i Stockholm 1894 vistades han fem år i Tyskland, Frankrike, Storbritannien och Italien för studier och praktik. Efter hemkomsten 1900 blev han delägare i skeppsklarerare-, skeppsmäklare- och befraktningsfirman Nordström & Thulin i Stockholm. Thulin blev vid faderns död 1918 innehavare av företaget, som 1946 ombildades till aktiebolag. Under hans regim utvecklades företaget till ett av Stockholms främsta inom skeppsklarerare- och skeppsmäklarebranschen. Vid sidan av sin verksamhet i familjeföretaget var Thulin VD i tre stockholmska rederibolag: Rederiaktiebolagen Roslagen, Sunnan och Skeppsbron. 1901–1951 var Thulin Italiens konsuläre representant i Stockholm. Från 1897 var Thulin ledamot av Svenska kyrkans sjömansvårdsstyrelse. Thulin var under många år ledamot av styrelsen för Rydbergska stiftelsen, Stockholms sjömanshem, Nordisk skibsrederforening, Baltic & International Maritime Conference, Sveriges ångfartygsassuransförening och Norrlands ångfartygsassuransförening. Thulin tillhörde ett stort antal bolagsstyrelser, främst inom sjöfartens område. Han av ledamot av styrelsen för Svenska handelsbanken 1923–1946.